# شبك (الجوادية)
شبك قرية سورية تتبع ناحية الجوادية في منطقة المالكية التابعة لمحافظة الحسكة. بلغ عدد سكانها 2072 نسمة عام 2004.تقع على بعد 3 كم تقريبا إلى الغرب من مدينة الجوادية.